# Zbuczyn
Zbuczyn (do 31 grudnia 2002 Zbuczyn Poduchowny) – wieś (dawniej miasto) w Polsce położona w województwie mazowieckim, w powiecie siedleckim, w gminie Zbuczyn.  Jest siedzibą gminy Zbuczyn. Leży nad rzeką Zbuczynką,  16 km od Siedlec, przy międzynarodowej trasie E 30.
Na terenie wsi utworzono trzy sołectwa Zbuczyn Południowy, Zbuczyn Północny i Zbuczyn Zachodni. W roku 2023 sołectwa te liczyły odpowiednio 688, 740 i 476 mieszkańców.

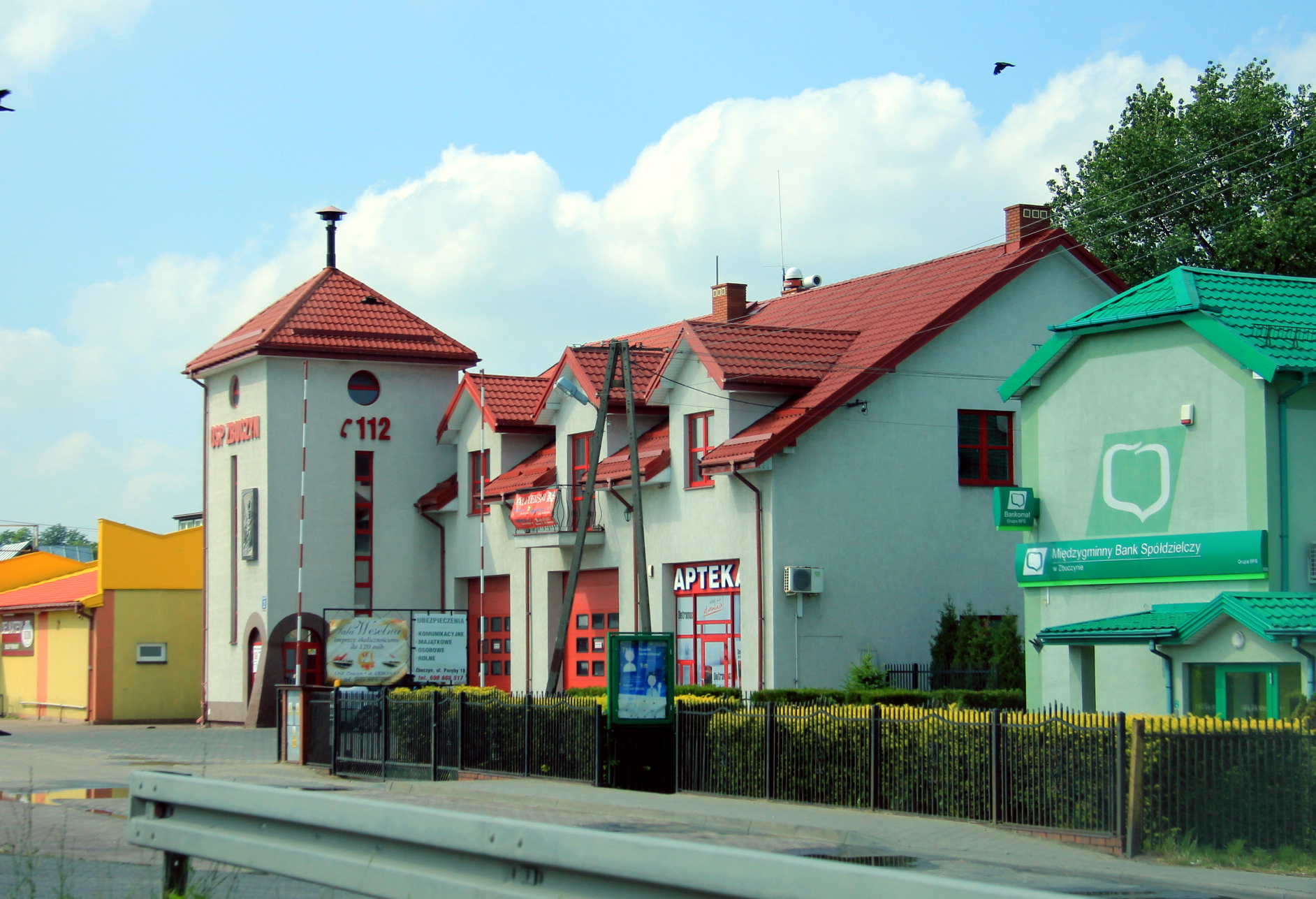
Budynek OSP w Zbuczynie

Pierwsza informacja na temat wsi Zbuczyn pochodzi z roku 1418. Przed 1720 rokiem Zbuczyn uzyskał lokację miejską. Prawa miejskie utracił po 1779 roku. Do schyłku XVIII wieku było to miasto królewskie w starostwie zbuczyńskim w ziemi łukowskiej województwa lubelskiego. W latach 1975–1998 miejscowość administracyjnie należała do województwa siedleckiego. 1 stycznia 2003 nastąpiła zmiana nazwy wsi ze Zbuczyn Poduchowny na Zbuczyn.
W miejscowości znajduje się Zespół Szkół im. Jana Pawła II, obejmujący szkołę podstawową.
W 1418 w Lublinie został wystawiony przez biskupa Wojciecha Jastrzębca dokument erygujący parafię Zbuczyn. Obecnie parafia jest siedzibą dekanatu Zbuczyn, z wybudowanym w latach 1880–1899 neobarokowym kościołem pw. św. Stanisława Biskupa Męczennika i Aniołów Stróżów, projektu Karola Rapczyńskiego. W 2006 roku obchodziła setną rocznicę konsekracji.
Ze Zbuczyna pochodził krajowy Duszpasterz Środowisk Twórczych ks. Wiesław Niewęgłowski.
We wsi od 1916 roku działa jednostka ochotniczej straży pożarnej, która w 1997 roku została włączona do struktur Krajowego Systemu Ratowniczo-Gaśniczego. W 2020 roku jednostka była w posiadaniu średniego GBA 2,5/25/2,5 MAN, ciężkiego GCBA 8/60 Mercedes Arocs i lekkiego samochodu specjalnego SLRt Opel Vivaro.
We wsi swoją siedzibę ma klub Wektra Zbuczyn, który wcześniej mieścił się w Dziewulach.